# 1053 (numero)
Millecinquantatré (1053) è il numero naturale dopo il 1052 e prima del 1054.

## Proprietà matematiche
- È un numero dispari.
- È un numero composto da 10 divisori: 1, 3, 9, 13, 27, 39, 81, 117, 351, 1053. Poiché la somma dei suoi divisori (escluso il numero stesso) è 641 < 1053, è un numero difettivo.
- È un numero nontotiente in quanto dispari e diverso da 1.
- È un numero di Harshad nel sistema numerico decimale.
- È un numero palindromo e un numero ondulante nel sistema posizionale a base 11 (878).
- È un numero fortunato.
- È un numero congruente.
- È un numero odioso.
- È parte delle terne pitagoriche (396, 1053, 1125), (405, 972, 1053), (840, 1053, 1347), (1053, 1404, 1755), (1053, 2160, 2403), (1053, 3196, 3365), (1053, 4680, 4797), (1053, 6804, 6885), (1053, 14196, 14235), (1053, 20520, 20547), (1053, 42640, 42653), (1053, 61596, 61605), (1053, 184800, 184803), (1053, 554404, 554405).

## Astronomia
- 1053 Vigdis è un asteroide della fascia principale del sistema solare.
- IC 1053 è una galassia nella costellazione di Boote.

## Astronautica
- Cosmos 1053 è un satellite artificiale russo.